# 鸣啭机
《鸣啭机》（英文：Twittering Machine，德文：Die Zwitscher-Maschine)是1922年由瑞士裔的德国籍画家保罗·克利创作的水彩画、钢墨油纸转印画。与克利的其他艺术作品一样，它融合了生物学和机械学，以素描的形式描绘了一群松散的鸟儿，它们在连接到手摇曲柄的电线或树枝上。对这幅作品的解读千差万别：它被认为是对观众的噩梦般的诱惑，或者是对艺术家无助的描绘，但也被认为是自然对机械追求的胜利。它被视为声音的机械性的视觉表现。
这幅画最初在德国展出，1933年被阿道夫·希特勒归为“堕落的艺术”，并于1939年被纳粹党卖给了一位艺术品经销商，并从那里流向了纽约。它是克利创作的9,000多件作品中最著名的作品之一，也是纽约现代艺术博物馆(MoMA)最著名的画之一。它启发了许多音乐作品，并且根据1987年《纽约》杂志的报道，它一直是挂在儿童卧室里的流行作品。

## 描述
这幅画描绘了一群鸟，主要是线条画；除了第一只鸟以外，其他鸟都被束缚在电线上，或者，根据《华盛顿邮报》的解释，在蓝紫色背景上有一个的“正弦波分支”现代艺术博物馆将其等同于“夜晚缥缈的冷蓝色让位于黎明的粉红色流动”。每只鸟的喙都是张开的，从它的嘴里冒出锯齿状或圆形的形状，人们普遍认为是它突出的舌头。连接鸟的电线的末端接入曲柄中。

## 解读
《鸣啭机》招致了对其含义的非常不同的意见，《加德纳艺术通史》(2009)认为这是克利作品的特点：“也许20世纪没有其他艺术家能与克利的微妙相提并论，因为他巧妙地创造了一个含糊不清和轻描淡写的世界，吸引着每个观众去寻找对作品的独特解释。”这幅画经常被认为是异想天开的，1941年《哈特福德新闻报》的一篇文章将其描述为“具有刘易斯·卡罗尔的《Jabberwocky》般的精致荒谬的特点”，而《河畔传记词典》将其置于"一个非常个人化的自由幻想的世界"。
有时，《鸣啭机》被认为是相当黑暗的。MoMA表示，虽然这幅画让人想起“简略的田园风光”，但随着鸟类本身“看起来更接近于自然的变形”，这幅画激发了“一种迫在眉睫的威胁的不安感”。他们推测鸣啭机实际上可能是一个音乐盒，它会产生“恶魔般的杂音”，因为它“将受害者引诱到机器盘旋的坑中”。《纽约》杂志(1987)的凯·拉尔森也发现了图像中的威胁，她将其描述为“一个关于艺术家的生活中的激烈寓言”：“就像查尔斯·卓别林陷入《摩登时代》的齿轮，它们（鸟儿）无助地呼啸着，它们的头在疲惫和悲怆中扑腾着。一只鸟的舌头从它的嘴里飞了出来，一个感叹号揭示了它严峻的命运——在强迫下鸣叫。”
韦克迈斯特在1989年的《保罗-克利职业生涯的形成》中没有对情感影响得出结论，他认为鸟类和机器的混合是一种故意的，这表明这幅作品是克利对“动物与机器之间，有机体与机制之间的形式等式”的普遍兴趣的一部分（类似于一些作品中鸟和飞机之间的模糊性）。根据Wheye和Kennedy（2008年）的说法，这幅画通常被解释为“对实验室科学的蔑视讽刺”。
亚瑟·丹托并不认为这些鸟是变形的机械生物，而是将其视为独立的生命元素，他在《邂逅与反思》（1997）中推测“克利正在对机器的无用性提出某种观点，几乎将机器人性化，使之成为没有什么大的希望或恐惧的东西，在这种情况下，通过机械手段带来大自然在任何情况下都提供的丰富的东西的愚蠢项目，强调了这种徒劳。”丹托认为，也许这台机器已经被遗弃了，鸟儿们投机取巧地把它当作栖木，从中发出惰性机器无法发出的声音。相反，丹托还暗示，这幅画的意思可能只是“如果我们把我们的天赋用于人工生成鸟类的歌声，这可能不是一件坏事。”

Wheye和Kennedy认为这幅画可能代表声谱仪，鸟类的头部可能代表音符，它们舌头的大小、形状和方向暗示着它们的“音量、强度、颤音程度和刺耳程度”声音”。这反映了索比的《当代画家》（1948年）的早期观点：
嘴里含着感叹号的鸟代表鸣啭的全音量；嘴里插着箭头的鸟象征着伴随而来的刺耳声——刺耳的歌曲的横向推力。由于鸣鸟的一个特点是它们的叫声似乎一结束就又开始了，所以中间的那只鸟低垂着舌头，而另一只则开始颤抖着歌唱；只要机器的曲柄一转，两只鸟就会再次全力以赴。

## 历史
1922年，出生于瑞士的克利在德国包豪斯学校任教一年，完成了这幅水彩画。这幅作品在柏林的旧国家美术馆展出了数年，直到阿道夫·希特勒于1933年宣布它和瑞士出生的克利的许多其他作品为“堕落的艺术”纳粹没收了这幅画，并于1939年以120美元的价格卖给了柏林的一位艺术品经销商。纽约现代艺术博物馆于同年购买了这幅画。
尽管克利一生创作了9000多幅作品，但《鸣啭机》已成为他更为人熟知的作品之一。根据丹托的说法，这幅画是“现代艺术博物馆最著名的珍品之一”。

## 影响
作为音乐学家的儿子，克利本人将声音与艺术相提并论，《鸣啭机》对几位作曲家产生了影响。事实上，截至2018年，克利的绘画所激发的音乐作品比任何其他单一艺术作品都多，有100多个例子，从完整的交响乐团到钢琴独奏。第一个例子是1951年德国作曲家吉赛尔·克莱伯的管弦乐作品《鸣啭机器》；它最著名的两次出现可能是大卫·戴蒙德于1957年创作的四乐章《保罗·克利的世界》中的第四乐章，以及冈瑟·舒勒于1959年创作的《保罗·克利主题的七项研究》的第四乐章据《时代》杂志报道，两位作曲家对这幅画的诠释截然不同，舒勒的作品由“一段连续的音乐组成，管弦乐队像生锈的铰链一样发出哔哔声、吱吱声和嘎嘎声，而缄默的铜管乐器则迸发出碎裂的声音”，而戴蒙德则使用了“更阴沉的音调：弦乐的柔和、暗色调的运动，以及由跳跃的木管乐器和铜管乐器勾勒出的画面更加参差的线条。”
拉尔森在《纽约》杂志（1987年）中写道，这幅画随后“融入了童年史前史”，并评论说它“似乎总是贴在孩子们卧室的墙上，紧挨着卢梭的《沉睡的吉普赛人》”。

## 延伸阅读
- Anon. . MoMA. n.d.  [8 February 2023]. （原始内容存档于2023-05-10）.
- Anon. . Time. 29 February 1960  [8 February 2023]. （原始内容存档于November 7, 2012）.
- Anon. . Milwaukee Sentinel. 20 September 1991  [14 August 2011].[][]
- Anon. . . Houghton Mifflin Harcourt. 2005: 452–453. ISBN 978-0-618-49337-1.
- Danto, Arthur Coleman. . University of California Press. 1997. ISBN 978-0-520-20846-9.
- Kleiner, Fred S. . . Cengage Learning. 7 January 2009: 724  [14 August 2011]. ISBN 978-0-495-57364-7.
- Larson, Kay. . New York. 2 March 1987: 96–99  [14 August 2011]. （原始内容存档于2023-05-25）.
- Michael, Virginia. . Hartford Courant. 19 January 1941: A12  [14 August 2011]. （原始内容存档于7 November 2012）.
- Perl, Jed. . Random House Digital. 13 February 2007. ISBN 978-1-4000-3465-9.
- Richard, Paul. . The Washington Post. 29 March 1987: g 1  [8 February 2023].
- Shottenkirk, Dena. . Artnet. 16 May 2006  [14 August 2011]. （原始内容存档于2012-03-24）.
- Soby, James Thrall. . Ayer Publishing. 1948. ISBN 978-0-405-01508-3.
- Werckmeister, Otto Karl. . University of Chicago Press. 1989. ISBN 978-0-226-89358-7.
- Wheye, Darryl; Kennedy, Donald. . Yale University Press. 24 July 2008. ISBN 978-0-300-12388-3.